# Під посадкою (заповідне урочище)
Під посадкою — заповідне урочище місцевого значення. Об'єкт розташований на території Городенківського району Івано-Франківської області, село Вікно.
Площа — 0,6000 га, статус отриманий у 1983 році.